# カンクロード☆ヴァンダム
『カンクロード☆ヴァンダム』（カンクロードヴァンダム）は、TOKYO FMのラジオ番組。2007年4月1日放送開始で、同年9月30日放送分まではTOKYO FMをキーステーションにJAPAN FM NETWORK加盟38局へ向けて放送されていて、同年10月からは放送時間を変更してTOKYO FMローカル放送となっている。パーソナリティは宮藤官九郎と港カヲル(毎回、特別ゲストとして登場する）。トークが中心のため、楽曲はエンディング（グループ魂「東京メドレー」）を除き週に1、2曲程度であり、約50回目までアルファベット順にかけている。当初は生放送、後に月曜収録。新聞のラジオ欄表記は「宮藤官九郎」及び「官九郎」となっていた。そして2008年9月27日に終了した。

## 放送時間と放送局
- 2007年9月まで　日曜23:01-23:30（JST）JFN38局ネット
- 2007年10月から 土曜25:00-25:30（同）TOKYO FMローカル

## 過去のゲスト
- スガシカオ - 2007年6月3日
- 増子直純（怒髪天） - 2007年7月15日（2007年7月2日収録）
- とあるOLリスナー - 2007年9月23日